# Rabasa Biris
Rabasa Biris is een bestuurslaag in het regentschap Belu van de provincie Oost-Nusa Tenggara, Indonesië. Rabasa Biris telt 732 inwoners (volkstelling 2010).